# Riksväven

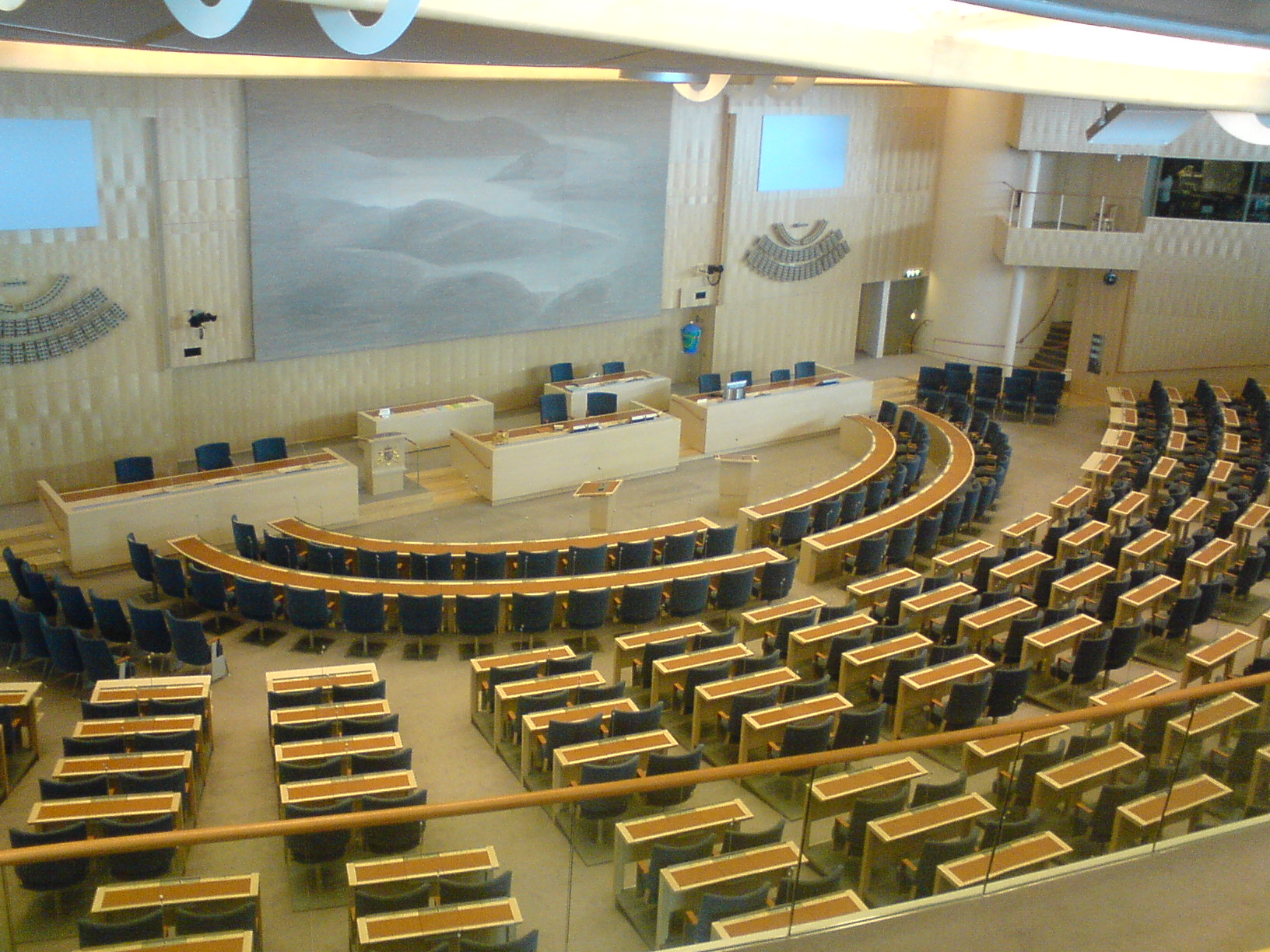
Riksväven på väggen i riksdagens plenisal.

Riksväven avser Elisabet Hasselberg Olssons väv med egentliga titeln Minnet av ett landskap, som sedan 1983 hänger i plenisalen i Sveriges riksdag. 

## Beskrivning
Väven består av 200 olika gråa nyanser av handfärgat lin från Sveriges alla landskap. Den är 9,30 meter bred och 5 meter hög. Väven anses vara Hasselberg Olssons mest kända verk.

### Webbkällor
- Sveriges riksdag, plenisalen", hv-atelje.com. Läst den 29 september 2014.
- Björn Wiman. "Järnröret blev talmansklubba", Dagens nyheters webbplats, 29 september 2014. Läst den 29 september 2014.